# Antoniet
Antonio Iborra Iborra (Alicante, España, 29 de agosto de 1933 - 23 de diciembre de 2015) fue un futbolista español que se desempeñaba como delantero.

## Clubes
| Club               | País   | Año       |
| ------------------ | ------ | --------- |
| Real Jaén C. F.    | España | 1956-1957 |
| Sevilla F. C.      | España | 1957-1963 |
| Granada C. F.      | España | 1963-1965 |
| Hércules C. F.     | España | 1965-1967 |
| C. F. Calvo Sotelo | España | 1967-1968 |